# Capul profesorului Dowell
Capul profesorului Dowell (rusă Голова профессора Доуэля) este un roman științifico-fantastic de Aleksandr Beleaev.

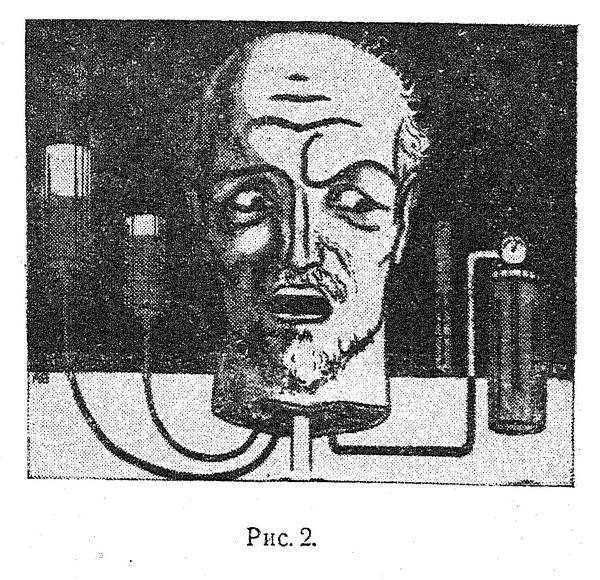
Ilustrație a romanului Capul profesorului Dowell

## Prezentare
Chirurgul Kern grăbește moartea profesorului Dowell deoarece dorește să se folosească de ideile acestuia. Angajata sa, Marie Laurent, descoperă în laboratorul lui Kern capul lui Dowell menținut în viață cu ajutorul aparatelor pentru a-i furniza lui Kern ipoteze în știința medicală. Ajutată de fiul lui Dowell, Arthur, ea dorește să pună capăt experimentului ciudat și să-l demaște pe Kern.

## Traduceri în limba română
- Capul profesorului Dowell (1925), traducere de V. Probeanu și M. Cardaș. Publicat în Aleksandr Beleaev - Omul-amfibie, Opere alese I, Editura Tineretului, colecția Cutezătorii, București, 1962.

## Ecranizări
Romanul a fost adaptat într-un film în 1984 sub titlul Testamentului profesorului Dowell de către regizorul Leonid Menaker.

## Legături externe
- Professor Dowell's Head la WorldCat.